# Ванцин, Пётр Андреевич
Пётр Андреевич Ванцин (1918—1972) — майор Советской Армии, участник Великой Отечественной войны, Герой Советского Союза (1945).

## Биография
Пётр Ванцин родился 19 октября 1918 года в селе Булаево (ныне — Темниковский район Мордовии) в крестьянской семье. Окончил семь классов школы, работал на доломитовом комбинате в Донецкой области. В 1938 году был призван на службу в Рабоче-крестьянскую Красную Армию. С февраля 1943 года — на фронтах Великой Отечественной войны. Окончил курсы младших лейтенантов. Принимал участие в разгроме немецких войск под Невелем и Новосокольниками, освобождении Бреста и Польши, Восточно-Померанской и Восточно-Прусской операциях. В ходе последней особо отличился. К январю 1945 года лейтенант Пётр Ванцин командовал ротой 415-го стрелкового полка 1-й стрелковой дивизии 70-й армии 2-го Белорусского фронта.
27 января 1945 года рота Ванцина без потерь переправилась через Вислу в районе посёлка Гручно в 11 километрах к северо-западу от польского города Свеце. Ванцин первым ворвался в посёлок и в бою лично уничтожил 6 вражеских солдат. Роте удалось выбить немецкие войска из посёлка, что позволило успешно переправить основные силы дивизии. 31 января рота достигла окраины населённого пункта и железнодорожного узла Буковец в 10 километрах к западу от Гручно. Немецкие войск предприняли против роты семь окончившихся неудачами контратак пехотными и танковыми силами, после чего Ванцин поднял своих бойцов в атаку и захватил станцию и командный пункт немецких войск, убив 2 офицеров и 1 взяв в плен. Всего же за 15 дней наступления рота Ванцина уничтожила около 100 вражеских солдат и офицеров, 17 взяла в плен, отбила 19 немецких контратак. Лично Ванцин уничтожил 15 солдат и офицеров противника, 4 раза был ранен, но поля боя не покинул.
Указом Президиума Верховного Совета СССР от 10 апреля 1945 года за «мужество, отвагу и героизм, проявленные в борьбе с немецкими захватчиками» лейтенант Пётр Ванцин был удостоен высокого звания Героя Советского Союза с вручением ордена Ленина и медали «Золотая Звезда» за номером 8829.
После окончания войны Ванцин продолжил службу в Советской Армии. В 1948 году он окончил Курсы усовершенствования офицерского состава. Служил в городском военкомате Херсона. В 1961 году в звании майора был уволен в запас по болезни. Проживал в городе Каховка Херсонской области, работал начальником отдела кадров местного дорожно-строительного управления. Скончался 14 ноября 1972 года, похоронен в Каховке. В честь Ванцина названы улицы в Темникове и Каховке.
Был также награждён орденом Красного Знамени и двумя орденами Красной Звезды, а также рядом медалей.